# Yi Tae Jun
 (décembre 2020).
Pour les articles homonymes, voir Yi.
Yi Tae-jun (en hangeul : 이태준) est un écrivain nord-coréen né le 4 novembre 1904 et décédé vers 1970.

## Biographie
Yi Tae-jun est surnommé le "Maupassant coréen" ; son nom de plume était Sang-heo (상허, 尙虛). Il est né à Sanmyeong-ni dans la province de Gangwon-do au nord-est de la Corée du Sud. Après avoir suivi une scolarité normale en Corée, il part étudier au Japon à l'Université Sofia à Tokyo. Il réalise ses débuts littéraires en 1925 avec sa nouvelle Oh Mong-nyeo (오몽녀). En parallèle à ses activités d'écrivain, il travaille pour diverses revues littéraires et culturelles et participe à la création de la revue littéraire Phrases (문장).
Il dépeint dans ses récits la souffrance des intellectuels de son temps, et fait figure d'un écrivain au style raffiné, tout à fait représentatif de la littérature coréenne dans les années 1930. Son perfectionnisme et la minutie de ses récits lui ont valu le surnom de "Maupassant coréen".
Dans les années 1930, il travailla pour les journaux Chosun Ilbo et Chung-ang Ilbo et fut un des premiers à découvrir le génie littéraire du poète Yi Sang et à conseiller sa lecture ; il a notamment appuyé la publication des poèmes de Yi Sang dans ce journal. Ne souhaitant pas entrer dans la propagande du gouvernement japonais au moyen de la littérature coréenne, il se retira en province et cessa d'écrire.
Vers octobre 1946, il entreprend un voyage à travers la Russie communiste, et sur le chemin du retour, il décide de s'installer en Corée du Nord. Pendant la guerre de Corée (1950 - 1953), il officie en tant qu'écrivain et reporter de guerre et se rend sur le front pour assister aux affrontements. En 1952, il est interrogé sur son éthique et sa sensibilité politique et en 1956 se retrouve expulsé et interdit de territoire par la Corée du Sud. À la suite de cela, on perd sa trace et la date de son décès reste sujette à caution.